# Świątynia Wenus i Romy
Świątynia Wenus i Romy (Templum Urbis Romae, Urbis Venerisque Templa) – przypuszczalnie największa spośród rzymskich świątyń, której ruiny przetrwały do dziś. Wzniesiona została przez cesarza Hadriana na zboczu wzgórza Welia na wschodnim krańcu Forum Romanum, w pobliżu Koloseum, po północnej stronie Via Sacra.
Prace przy budowie świątyni rozpoczęto w dzień święta Parilia 21 kwietnia 121 roku, a jej poświęcenie odbyło się najprawdopodobniej w 135 roku, chociaż ostatnie roboty trwały przypuszczalnie jeszcze do czasów Antoninusa Piusa. Wzniesiono ją w miejscu wyburzonego przedsionka Domus Aurea, a w celu zrobienia miejsca pod budowlę trzeba było przesunąć stojący tam wcześniej Kolos Nerona.
Świątynia została posadowiona na wielkiej betonowej platformie o wymiarach 145×100 m. Wzniesiona w porządku korynckim, z betonu okładanego cegłą i wyłożona z zewnątrz białym marmurem budowla stała na siedmiostopniowym stylobacie. Nadano jej formę klasycznego perypteru. Fasada frontowa wspierała się na 10 kolumnach, podczas gdy długie ściany boczne na 20. Wewnątrz znajdowały się dwie celle, z których wschodnia dedykowana była Wenus, zachodnia zaś Romie. W 307 roku świątynia spłonęła w pożarze, po którym została odbudowana przez cesarza Maksencjusza. Przebudowano wówczas całkowicie obydwie celle, nadając im formę sklepionych apsyd, a także wstawiono kolumny wykonane z porfiru.
W roku 625 na polecenie papieża Honoriusza I zerwano brązowe blachy z dachu świątyni, które wykorzystano wtórnie do wyłożenia dachu bazyliki św. Piotra na Watykanie. Świątynia runęła przypuszczalnie podczas trzęsienia ziemi w 847 roku, kilka lat później na jej gruzach wzniesiono bowiem kościół Santa Maria Nova, przebudowany i poświęcony w 1612 roku jako kościół pod wezwaniem świętej Franciszki Rzymianki (Santa Francesca Romana).

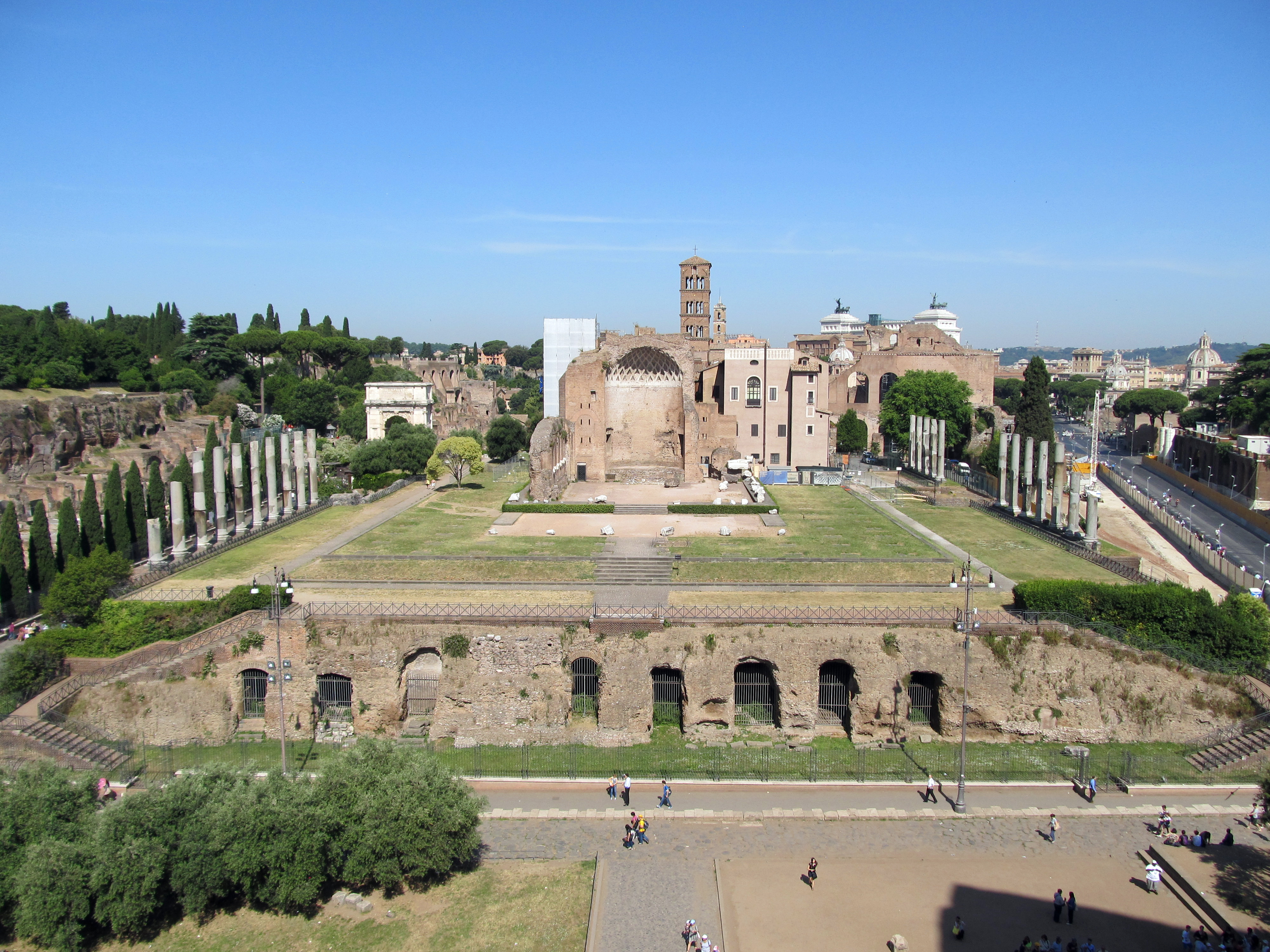
Pozostałości świątyni widziane z Koloseum